# La Morandière-Rochebaucourt
La Morandière-Rochebaucourt est une municipalité du Québec située dans la MRC d'Abitibi en Abitibi-Témiscamingue. Elle est créée le 1er janvier 2023 par la fusion de La Morandière et Rochebaucourt.

## Toponymie
La Morandière-Rochebaucourt reprend le nom de ses deux anciennes municipalités. La Morandière prend des cantons où ils sont situés, qui a été nommé en l'honneur du capitaine Abel-Étienne La Morandière (Montréal, 1735 – Varennes, 1783), officier du génie dans l'armée de Montcalm,. Quant à Rochebaucourt, il porte le nom d'un aide de camp du général Montcalm dont on ne connait que le nom de famille.

## Histoire
Les premiers colons sont arrivés à La Morandière en 1917. Ils provenaient de Montréal, de Québec, de Saint-Donat et de la région du Lac-Saint-Jean. Une mission est fondée peu après, elle devient une paroisse en 1936. En 1983, la municipalité de La Morandière est créé.
Les colons se sont établis à Rochebaucourt en 1935 à la faveur du plan Vautrin sous le nom de Colonie-33. Les colons provenaient de Saint-Antoine-sur-Richelieu, de Saint-Hyacinthe et de Salaberry-de-Valleyfield. La paroisse de Saint-Antoine-de-Padoue a été érigée canoniquement la même année. La municipalité a été constituée en 1983.
Les deux municipalités se sont regroupées le 1er janvier 2023 sous le nom de La Morandière-Rochebaucourt.

## Géographie
La municipalité de La Morandière-Rochebaucourt est issue du regroupement des municipalités de La Morandière et Rochebaucourt, toutes deux situées au nord-est de la région de l'Abitibi-Témiscamingue et située au nord-est d'Amos à une trentaine de kilomètres pour atteindre les limites municipales via la route 395 ou à une quarantaine de kilomètres pour atteindre le village de La Morandière via les routes 386 et 397. Le village de La Morandière est quant à lui situé à environ 65 kilomètres au nord de Val-d'Or via la route 397. Dix-sept kilomètres séparent les villages de La Morandière et de Rochebaucourt sur la route 397, ce dernier étant situé au nord-est du premier.